# Elateropsis peregrinus
Elateropsis peregrinus är en skalbaggsart som beskrevs av Maria Helena M. Galileo och Martins 1994. Elateropsis peregrinus ingår i släktet Elateropsis och familjen långhorningar.
Artens utbredningsområde är Guadeloupe. Inga underarter finns listade i Catalogue of Life.